# Crescenzi

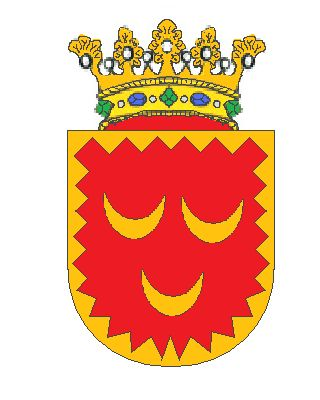
Escut d'armes de la família Crescenzi

Els Crescenzi són una família senyorial, establerta a Roma des del començament del segle x, i que governà la ciutat efectivament i l'elecció dels pontífexs fins a principis del segle xi.

## Història

### Orígens
L'origen de la família va ser tractat en el passat entre la gens romana: Giovanni Pietro Crescenzi, un erudit del segle xvii es considerava descendent de la gens Aelia havent trobat inscripcions mencionant un Tito Elio Crescens i un Publio Elio Crescens. De la mateixa opinió és Ferdinand Gregorovius.
Segons l'erudit del segle xix Gaetano Moroni, basat en una inscripció en grec que es troba a la localitat de "Monte Crescenzio", que esmenta un Lucio Postumio Crescenzio, l'origen de la família ha buscar-se a Marino

### Govern de Roma (segona meitat X - principis del segle XI)

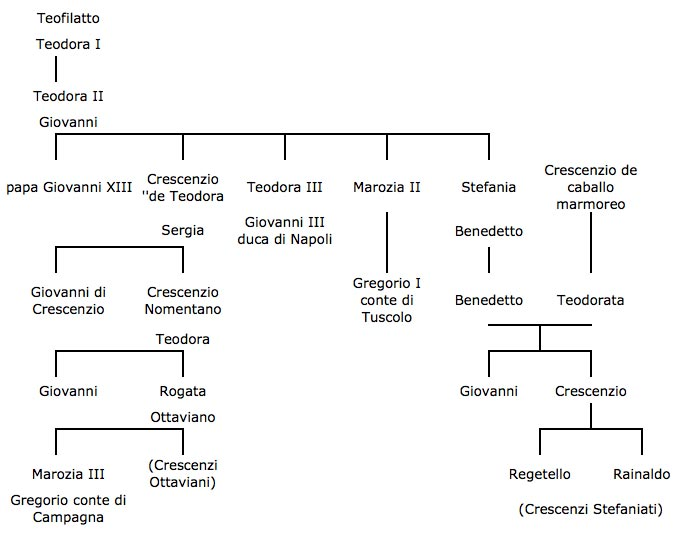
Genealogia de la família romana dels Crescenzi al

Cognom històricament establert de la família es considera un Crescencius (Crescenzio), que com a judex van assistir l'emperador Lluís III el Cec (901-905) i administrava justícia a San Pere. Crescenzio és nomenat en un placito.
Un dels seus descendents, Giovanni, casà Teodora, filla de Teofilacte I, avantpassat dels comtes de Túsculum, que era magister militum i vestararius del papa i governà de fet Roma amb els títols de senator Romanorum i gloriosissum dux en el primer quart del segle x. Al voltant del 910 Teofilacte va accedir al casament de la seva filla Marozia amb Alberic, duc de Spoleto, segellant l'aliança entre l'aristocràcia romana i la casa de Spoleto. Va néixer de la unió Alberic de Roma, que va prendre el poder a Roma el 932 i va governar fins a la mort. El seu fill Octavi es va convertir en Papa amb el nom de Joan XII (955-963).
En 963, Joan XII va ser deposat per l'emperador Otó I (962-973). Després del pontificat efímer de Lleó VIII, buscat per l'emperador, i de Benet V, volgut pels romans, va ser triat papa un altre Joan, bisbe de Narni, probablement fill de Joan i Teodora, que va prendre el nom de Joan XIII (965 -972). La seva elecció va ser recolzada per l'emperador i durant el seu pontificat va ser flanquejat pel possible germà Crescenzio de Theodora, consolidant la presa de poder de la família sobre el govern de la ciutat.
Un altre membre de la família que van participar en els esdeveniments d'aquells anys va ser Crescenzio "de cavall de marbre", que anava a tenir la residència al Quirinal (el sobrenom prové de les grans estàtues col·locades avui a la Piazza del Quirinale) i també va ser potser descendent de progenitor, el judex Crescencius. Va participar en la deposició de Joan XII; ell i el seu fill Giovanni també van donar suport al papa Joan XIII. La seva filla Teodoranda es va casar amb Benedetto, fill de Stefania, germana del Papa, i nomenat comte de Sabina i senyor de Palestrina, que va donar origen a la branca de les Crescenzi Stefaniati.
Després de la mort de Joan XIII el 972, Crescenzio de Theodora va intentar triar Papa el diaca Francone, però l'emperador en el seu lloc va imposar una monjo alemany, el papa Benet VI (972-974). A la mort de l'emperador l'any 973, una revolta liderada per Crescenzio va destituir al Papa, que va ser empresonat i després assassinat (juny de 974). Crescenzio va aconseguir triar en el seu lloc Francone (antipapa Bonifaci VII), però el nou Papa havia alienat el suport dels romans a causa de la mort del seu predecessor, i després d'una mica més d'un mes, l'arribada del comte Siccone enviat pel nou emperador Otó II (973-983), Bonifacio VII va haver de refugiar-se a Constantinoble, prop del patriarca Antoni III Studita (974-979).
L'emperador, però, sense voler antagonitzar l'aristocràcia romana, va buscar un compromís i en lloc de Bonifaci VII va ser triat papa Benet VII (974-983), cosí de Joan XII i també el besnet de Teofilacto, acceptable per a ambdós costats. Crescenci, malgrat l'aixecament que havia liderat, va seguir ocupant-se de les seves possessions i després es va retirar al monestir. Va morir el 984 i va ser enterrat al monestir de Sant Alejo Aventino, en el claustre conserva la seva estela funerària.
El 983, en morir el papa Benet VII, va ser succeït pel bisbe de Pavia i canceller imperial Pietro Canepanova, sota el nom de Joan XIV. A la mort de l'emperador Otto II al desembre d'aquell any, el nou papa seguia, però, sense cap protecció i Giovanni Crescencio, fill de Crescencio de Theodora i la seva dona Sergi, que havia substituït al seu pare al comandament de la facció aristocràtica, deposà el Papa, que va morir a la presó uns mesos més tard. Bonifaci VII va poder tornar a Roma amb el suport de l'emperador romà d'Orient Basili II (958-1025), però va morir poc després en 985.
Giovanni di Crescenzio, que amb el títol de patricius Romanorum i que de fet governava la ciutat, va recolzar l'elecció del papa Joan XV, també favorablement vist per l'emperadriu regent Teòfana. Durant el pontificat de Joan XV, el germà de Giovanni, Crescenci Nomentano, va ser nomenat senador dels romans i comte de Terracina.
A la mort de Joan, al voltant de 991 el seu germà Crescenzio li va succeir al govern de la ciutat. Va entrar en conflicte amb el papa, que va haver de refugiar-se a Sutri, però per evitar la intervenció d'Otó III (996-1002), es va reconciliar amb ell.
A la mort del papa l'any 996, Otó III va imposar l'elecció del seu cosí Bru de Caríntia, el seu capellà, qui va prendre el nom de Gregori V (996-999). Al maig de 996 a Roma, va tenir lloc la coronació de l'emperador i uns dies més tard es va celebrar un sínode que va condemnar Crescenzio a l'exili, a causa de la seva conducta pel que fa a Joan XV, pena que fou condonada.
Al seu retorn d'Otó III a Alemanya, el setembre de 996, Crescenzio va encapçalar una revolta contra Gregori V, que va haver de refugiar-se a Pavia, on, a principis de 997, va excomunicar els rebels. Crescencio va buscar el suport de l'emperador Basili II i va triar un antipapa d'origen grec, el bisbe de Piacenza, Giovanni Filagato, que va prendre el nom de Joan XVI. Otó III va descendir de nou a Itàlia, es va reunir a Pavia amb Gregori V i va arribar a Roma al febrer de 998. L'antipapa Joan XVI va fugir, però va ser tancat a Torre Astura, mutilat i tancat a la presó, mentre que Crescenzio es va atrinxerar al Castell de Sant'Angelo, en què va resistir un setge de dos mesos, fins que finalment va ser decapitat i penjat pels peus. Més tard va ser enterrat a la basílica de San Pancraç on va llegir el seu epitafi.
La repressió de l'aixecament també va implicar Crescenzi Stefaniati que governava la Sabina i estaven en constant conflicte amb l'abadia de Farfa, que van ser privats de la seva propietat i enviat a l'exili, de la qual, però, van tornar més tard.
Després de la mort d'Otó III el 1002, el fill de Crescenzio "Nomentano", Giovanni di Crescenzio assumir el títol de patrici i es va fer càrrec del govern de la ciutat. Va mantenir bones relacions amb Enric II, però va intentar obstruir la seva arribada a Roma per la seva coronació. Després de la mort de Silvestre II (999-1003) es deuen probablement a ell les eleccions dels següents Papes, Joan XVII (1003), Joan XVIII (1004-1009) i Sergi IV (1009-1012). Sota ell, Sabina va passar de la branca de les Crescenzi Stefaniati a la de les Crescenzi Ottaviani, descendents del matrimoni de la seva germana Rogata amb Octavià.
Després de la mort de Sergi IV va ser triat un papa afavorit per Crescenzi, Gregori VI, que, però, amb la mort de Giovanni di Crescenzio perdé el seus partidaris i fugí a l'esguard d'Enric II, qui el va deposar formalment. El govern de la ciutat va passar als comtes de Túsculum, que van aconseguir elegir el Papa un dels seus membres de la família, Teofilatto II, sota el nom de Benet VIII (1012-1024).

### A partir delseglexi(Crescenzi Ottaviani)

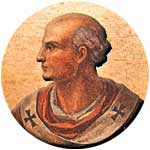
El Papa Silvestre III

El gener de 1045 Crescenzi Ottaviani, que dominava la Sabina, se les va arreglar per triar un papa pertanyent a la família, el bisbe de Sabina Joan, amb el nom de Silvestre III, després d'haver deposat Benet IX, de la família dels comtes de Túsculum. Uns mesos més tard, Benet IX va tornar a Roma, potser seguint acords entre les dues famílies i va cedir el papat al Gregori VI. Després de la intervenció de l'emperador Enric III i al concili de Sutri, els tres papes van ser definitivament deposats al desembre de 1046 i Silvestre III va tornar a ser bisbe de Sabina.
El 1159 el cardenal Ottaviano Crescenzi Ottaviani, Senyor de Montecelio, va ser triat per una minoria antipapa (amb el nom de Víctor IV) contra Alexandre III. Va ser recolzat per l'emperador Frederic Barbaroja, que el va reconèixer pel concili de Pavia.
El Crescenzi va mantenir posseint a Roma els districtes de Sant'Eustachio i Colonna, i van continuar governant la Sabina fins al segle xiv. Diversos membres de la família van ocupar càrrecs eclesiàstiques i governs de la ciutat o eren cardenals
Una genealogia dels Crescenzi per a 24 generacions ininterrompudes que comencen a principis del segle X fins al 1768 està dipositat a l'Arxiu Estatal de Roma (Miscellanea Famiglie, b 63, ins.2)
La família es va extingir amb el marquès de Montorio Virgilio Crescenzi, mort el 1761 i el seu germà cardenal Marcello Crescenzi, mort el 1768.

## Els palaus Crescenzi a Roma
Crescenzio de la branca de Crescenzi Stefaniati, prefecte de Roma sota el Papa Joan XVIII (1004-1009) posseïa diverses propietats entre Plaça de la Rotonda i l'església de Sant Eustaqui i entre l'església actual Luis dels Francesos i Via delle Coppelle. En una butlla s'indica la casa de Crescencio a l'Església Sant Trifón, identificada a l'àrea ara ocupada pel complex de palazzo Madama, construït per l'antiga torre (sent encara avui anomenada "torre de Crescenzi"), on Marí Crescenzio "de la torre "va tenir la seva residència heretada de la seva mare Rogata. Així doncs, el Crescenzi havia assentat a la zona del districte de Sant Eustaqui i en particular a la zona dels banys de Neró, ocupant progressivament una part considerable entre els segles ix i xi.
Als segles següents es van reduir les possessions "in loco" de la família, tot i que encara al segle xvi, les propietats antigues i amb continuïtat de la possessió, algunes cases amb l'edifici principal, on residien els Crescenzi, adjacent al Panteó .
Virgili Crescenzi, al voltant de 1580, va iniciar la renovació dels patrimoni immobiliari, encarregant a Giacomo Della Porta per construir el palau anomenat palazzo Crescenzi alla Rotonda: l'obra va ser continuada pels seus fills Giacomo i Pietro Paolo, ambdós eclesiàstics i després completat pel marquès Giovanni Baptista, ell mateix arquitecte i pintor.
El palau va ser habitat per la família Crescenzi fins que la línia va estingir-se en 1768.
A poca distància de l'anterior, a la Via del Seminari, Ottaviano Crescenzi, que pertany a una altra branca de la família, va donar el mateix període la construcció d'un altre palau també a Giacomo della Porta, que passà per herència als marquesos Serlupi que també van afegir el nom de Crescenzi per Breu Pontifici de 1642.